# Ariobarzane du Pont
Pour les articles homonymes, voir Ariobarzane.
Ariobarzane du Pont (en grec moderne : Ἀριoβαρζάνης), également connu sous le nom de Ariobarzane III du Pont (mort entre 256 et 250 av. J.-C.), est un roi du Pont de la dynastie des Mithridatides qui règne de 266 à environ 256/250 av. J.-C.

## Biographie
Ariobarzane succède à son père Mithridate Ier Ktistès en 266 av. J.-C. en tant que second roi du royaume du Pont.
Il est connu pour avoir conquis la ville de Amastris en Paphlagonie. Il cherche également l'aide des Gaulois, arrivés douze ans avant la mort de son père, pour expulser les Égyptiens envoyés par Ptolémée II.
Ariobarzanes meurt à une date incertaine entre 256 et 250 av. J.-C., alors qu’il est en conflit avec les Galates, et laisse comme successeur un fils encore jeune, Mithridate II.

## Famille

### Mariage et enfants
De son mariage avec Laodicé, il a :
- Mithridate II.